# منتخب تونغا لكرة القدم للسيدات
منتخب تونغا الوطني لكرة القدم للسيدات (بالإنجليزية: Tonga women's national football team)‏ هو ممثل تونغا الرسمي في المنافسات الدولية في كرة القدم للسيدات، يديريه اتحاد تونغا لكرة القدم.

## وصلات خارجية
- الموقع الرسمي